# Supercopa de Chile 2021
La Supercopa de Chile 2021, nota anche come Súper Copa Easy 2020 per motivi di sponsorizzazione, è stata l'9ª edizione della Supercopa de Chile.
Si è tenuta in gara unica allo Estadio municipale Ester Roa il 18 novembre 2021 e ha visto contrapposti i campioni cileni del 2020 dell'Universidad Católica contro i vincitori della Copa Chile 2020 del Ñublense.
L'Universidad Católica, si impose per 7-6 dopo i calci di rigore, diventando per la seconda volta consecutiva e per la quarta volta nella loro storia Supercampione del Cile.

## Tabellino
| Concepción 18 novembre 2021, ore 19:00 UTC-3 | Universidad Católica | 1 – 1 referto                                              | Ñublense | Estadio Ester Roa (15000 spett.) |
| \| \| \| \| \| Zampedri 78’ (rig.) \| Marcatori \| Mateos 69’ \| \| Buonanotte Núñez Parot Saavedra Zampedri Asta-Buruaga Huerta Valencia \| Tiri di rigore 7 – 6 \| Mateos Riviera Abrigo Guerra Vargas Pérez Cerezo Navarrete \| |                      |                                                            |          |                                  |
| |                      |                                                            |          |                                  |
| Zampedri 78’ (rig.) | Marcatori            | Mateos 69’                                                 |          |                                  |
| Buonanotte Núñez Parot Saavedra Zampedri Asta-Buruaga Huerta Valencia | Tiri di rigore 7 – 6 | Mateos Riviera Abrigo Guerra Vargas Pérez Cerezo Navarrete |          |                                  |